# 경주 북산서사
경주 북산서사(慶州 北山書社)는 대한민국 경상북도 경주시 강동면 호명리에 있는 건축물이다. 2013년 9월 12일 경상북도의 문화재자료 제613호로 지정되었다.

## 개요
북산서사는 조선 중기 문신 이을규(1508 ~ 1546)를 제향하기 위해 창건된 북산사에서 유래하였다. 북산서사는 1824년에 지어진 건물을 1967년 현지로 이건한 건물로 1870년에 훼철된 후 현재의 위치로 이건하기까지의 사정이 분명하게 드러나지 않아 아쉬움이 있으나, 경주지역에 세거하는 경주이씨 문중의 대표적인 문중사우이고, 이을규는 조선중기 경주지역을 대표하는 학자로서 명망이 높았다는 점과 건축물의 전체적인 관리상태가 양호하다.

## 참고 자료
- 경주 북산서사 - 국가유산청 국가유산포털